# Fronda.pl
Fronda.pl – polski prawicowy portal internetowy opisujący się też jako konserwatywno-katolicki, początkowo związany z kwartalnikiem Fronda, obecnie od niego niezależny. Od kwietnia 2010 do września 2014 funkcję redaktora naczelnego pełnił Tomasz Terlikowski, który zastąpił na tym stanowisku Piotra Pałkę. Do sierpnia 2016 roku funkcję zastępcy redaktora naczelnego pełnił Sebastian Moryń. Serwis był notowany w rankingu Alexa na miejscu 14 302.
„Fronda.pl” koncentruje się na tematyce politycznej i religijnej. Na portalu pojawiają się teksty dot. m.in. „cywilizacji śmierci”, krytyczne wobec przekonań uznawanych przez redakcję za liberalne i postkomunistyczne. Fronda.pl publikuje również artykuły i wywiady poświęcone tematyce społeczno-politycznej.
Portal posiada własną blogosferę.